# Nährwerttabelle
Nährwerttabellen sind Verzeichnisse über den Nährwert, also den Gehalt von essentiellen Stoffen von Lebensmitteln als Arbeitshilfe in der Ernährungswissenschaft.
Die Angaben werden von Lebensmittellabors ermittelt, zum Teil im Auftrag der Hersteller. Die Angaben über den physiologischen Brennwert (gemäß LMIV angegeben in Kilojoule und zusätzlich in Klammern in Kilokalorien), Gehalt an Proteinen, Fetten, ungesättigte Fettsäuren, Kohlenhydraten und Salz pro Portion oder pro 100 Gramm werden von den Herstellern oftmals selbst angegeben. Die Nährwertkennzeichnung ist seit Ende 2016 verpflichtend.
Zu den typischen weiteren Nährwertangaben zählen die Werte von Ballaststoffen, Vitaminen, Provitaminen und Mineralstoffen. Zusätzliche Hinweise können Empfehlungen oder zusätzliche Tabellen im Hinblick auf Adipositas, Diabetes mellitus, Gicht, Hypertonie, Osteoporose und ähnliche Erkrankungen sein. Die typische Bezugsgröße für die Angaben sind 100 g des Lebensmittels. Hilfreich sind daher Angaben über typische Portionsgrößen.

## Nährwertdatenbanken
Die Werte der Bundeslebensmittelschlüssel-Datenbank des Max Rubner-Instituts mit 14.800 Lebensmitteln und jeweils bis zu 131 Nährstoffen ist gebührenpflichtig. Eine weitere gebührenpflichtige Nährwerttabellen ist die „Souci-Fachmann-Kraut“ Datenbank von Siegfried Walter Souci, Walter Fachmann und Heinrich Kraut.
Die Nährwerttabelle der Deutschen Gesellschaft für Ernährung von 2014 enthält die Angaben über zirka 1.300 Lebensmittelprodukte.
Frei zugänglich ist die Datenbank der Universität Hohenheim mit Daten von etwa 1000 Lebensmitteln.
| Datenbank                                                         | Lebensmittel | Nährstoffe | Land        | Anmerkung |
| ----------------------------------------------------------------- | ------------ | ---------- | ----------- | --------- |
| BLS Version 3.0                                                   | 14.800       | 131        | Deutschland |           |
| USDA National Nutrient Database for Standard Reference Release 28 | 8.789        | ?          | USA         |           |
| Souci-Fachmann-Kraut Online                                       | 800          | 300        | Frankreich  |           |
| DGE                                                               | 1.300        | 28         | Deutschland |           |
| Universität Hohenheim                                             | 1.000        | 22         | Deutschland |           |

Die verzehrten Lebensmittel können mit den Werten für den Tagesbedarf abgeglichen werden. Der Tagesbedarf ist unter anderem von Alter, Geschlecht, Tätigkeit und Körpergewicht abhängig.